# دیگو روخا کوئلیو
دیگو روخا کوئلیو (به پرتغالی: Dyego Rocha Coelho) مدافع اهل برزیل است که در شهر سائوپائولو و در تاریخ ۲۲ مارس ۱۹۸۳ به دنیا آمده‌است.
دیگو روخا کوئلیو در تیم‌های فوتبال کورینتیانس سابقهٔ حضور دارد.